# Leatherhead (Tortugas ninja)
Leatherhead es un personaje ficticio de los cómics de las Tortugas Ninja y todos los medios relacionados. El personaje apareció por primera vez en Tales of the Teenage Mutant Ninja Turtles #6 (agosto de 1988) y fue creado por Ryan Brown. Es un Lagarto humanoide mutado y aparece en numerosas versiones de TMNT.

## Mirage Comics
Originalmente, Leatherhead no era más que un caimán infantil que escapó de un robo en una tienda de mascotas y encontró su camino hacia las alcantarillas. Mientras estaba en las alcantarillas, Leatherhead fue encontrado por un par de TCRI Utroms, quienes decidieron llevar a la criatura a su cuartel general. Durante su estadía con los Utrom, Leatherhead estuvo expuesto a mutágenos, lo que provocó que se mutara en un ser humanoide e inteligente.
Al vivir con los Utrom, Leatherhead terminó siendo separado de su "familia" cuando el edificio TCRI se autodestruyó. Leatherhead, ahora sin hogar, se vio obligado a vivir en las alcantarillas, donde un cazador de caza mayor llamado Jack Marlin lo atacaba continuamente. Durante un ataque del cazador, Leatherhead conoció a las Tortugas. Al ayudar a Leatherhead a derrotar al cazador, las Tortugas decidieron permitir que Leatherhead viviera en su antiguo hogar.
Finalmente, cuatro ninjas del Clan del Pie se encontraron con un Leatherhead que llevaba un parche en el ojo en las alcantarillas. Temiendo que Leatherhead los matara, los ninjas trataron de ponerse del lado bueno de Leatherhead prometiéndole ayudarlo a crear su Dispositivo Transmat. Al aceptar la ayuda, Leatherhead y el ninja se pusieron a trabajar en la creación del Transmat, solo para ser interrumpidos por las Tortugas. Después de una breve escaramuza, las Tortugas se enteraron de que Foot Ninja en realidad estaba ayudando a Leatherhead. Avergonzadas por el incidente, las Tortugas decidieron ayudar al caimán mutante. Finalmente, el dispositivo Transmat se completó, por lo que Leatherhead finalmente pudo llegar al mundo natal de Utrom. Desafortunadamente, en lugar de teletransportar a Leatherhead, el dispositivo simplemente explotó en su cara. Este fracaso fue demasiado para Leatherhead y, en un ataque de ira, Leatherhead mató a sus dos asistentes del Pie y juró vengarse de las Tortugas, a quienes culpó por arruinar su intento de llegar a "casa".
Leatherhead reapareció más tarde en el Volumen 4. Hace una aparición en el funeral del Maestro Splinter. Luego se lo ve luchando con un Raphael mutado en las alcantarillas antes de alejarse nadando. Se desconoce cuál es su relación actual con las Tortugas Ninja, pero el comentario de Raphael de que espera no lastimar a Leatherhead haría parecer que al menos están en buenos términos.
También ha aparecido en dos números de Tales of the Teenage Mutant Ninja Turtles Volume 2. En el número 8, Raphael descubre que un Leatherhead mentalmente inestable y delirante está construyendo otro dispositivo Transmat. Leatherhead parece guardar un rencor loco contra Donatello y casi mata a Raphael cuando lo confunde con Donatello (los cuatro TMNT usan pañuelos rojos en las apariciones originales). Una vez que el dispositivo Transmat estuvo terminado, de repente se puso en funcionamiento y provocó que aparecieran tres Utroms; estos Utroms disparan a Leatherhead con una pistola de rayos y se lo llevan, destruyendo el dispositivo Transmat cuando se van.
En el número 23, los Utrom reclutan a las Tortugas para salvar a Leatherhead de un grupo renegado de radicales de Utrom llamados "Los Iluminados", los mismos que se lo llevaron en el número 8, en un intento de clonarlo en un ejército de mutantes para ayudar en su agenda de "limpieza" mundial. Se revela que los Iluminados estaban drogando en secreto a Leatherhead, lo que hizo que inconscientemente construyera el segundo dispositivo Transmat en el que estaba trabajando en el número 8, luego se despertara y recordara poco. También hizo que su ojo faltante se curara y le dio un aumento masivo de tamaño. Las Tortugas rescataron a Leatherhead, derrotaron a los clones y ayudaron en la destrucción de los Iluminados. Leatherhead regresa a la Tierra con las Tortugas, en lugar de regresar al mundo natal de Utrom. Todos estos eventos tienen lugar entre los volúmenes 2 y 4 de la serie Mirage.
En el pasado, en varias convenciones de cómics, el creador de Leatherhead, Ryan Brown, dijo que inicialmente tenía la intención de matar al personaje al final de Tales of the Teenage Mutant Ninja Turtles vol. 1 # 6 haciendo que el hombre caimán caiga al desfiladero subterráneo con el malvado cazador de caza mayor, pero el creador de las Tortugas, Peter Laird, rechazó la idea y optó por que Leatherhead sobreviviera y regresara a las alcantarillas con las Tortugas.
Brown volvió a trazar su creación después de 19 años en la edición de septiembre de 2007 de Tales of the TMNT. Al salir a nadar, Leatherhead se encuentra con un grupo de extraterrestres llamados Sigmurethitas y los ataca. El guardián de Utrom del hombre caimán, el Dr. X, también conocido como Xeinos el Utrom, también aparece en este número en el exoesqueleto de una científica.

### Image Comics (Volumen 3)
Después de que se encuentran dos niños asesinados y medio comidos en las alcantarillas, Leonardo llega a creer que Leatherhead puede haber sido el responsable. Rastreando a Leatherhead, Leonardo se sorprendió al encontrar al caimán mutante amordazado y atado. Antes de que pudiera liberar a Leatherhead, Leonardo fue atacado por el Rey Komodo y sus secuaces lagartos monitores, los verdaderos asesinos de los niños.
Al involucrar al rey Komodo en la batalla, Leonardo logró matar con éxito a los secuaces del rey Komodo, solo para terminar inconsciente y con la mano mordida. Al despertar horas después, Leonardo logró liberar a Leatherhead y los dos, con la ayuda de Michelangelo y Casey Jones, lograron derrotar al Rey Komodo.
Posteriormente, Leatherhead, olvidada su enemistad con las Tortugas, les presentó al Dr. X, un Utrom que quedó atrás cuando el edificio TCRI se derrumbó. Junto con el Dr. X, Leatherhead logró ensamblar un nuevo dispositivo Transmat; desafortunadamente, al probarlo, la señal proyectada desde el dispositivo terminó atrayendo a un grupo de Triceratons a la guarida de Leatherhead.
Al involucrar a los Triceratons en la batalla con las Tortugas y sus aliados, Leatherhead logró mutilar brutalmente a varios de ellos. Desafortunadamente, mientras luchaba contra el último Triceraton restante, el Triceraton activó un "transpondedor de materia portátil de corto alcance" y transportó a Leatherhead y al Triceraton sin nombre a partes desconocidas.

## IDW Comics
Leatherhead hace su debut en el número 49 de la serie de cómics de IDW Publishing. Aparece muy brevemente y les dice al Dr. Harold y al profesor Honeycutt que tenía algún mutágeno que podría usarse para ayudar a curar a Donatello.

## Serie animada de 1987
En la serie de 1987, Leatherhead es un enemigo de las Tortugas que luchó contra ellas en varias ocasiones. Comenzó como un caimán gigante hasta que nadó a través de una parte del pantano contaminada con mutágenos (gracias a una misión fallida anterior de Krang y Shredder, la que dio a luz a las ranas punk) del pantano, donde mutó a su forma humanoide actual. Reside en la zona pantanosa de Florida conocida comúnmente como los Everglades. Cazó a los aliados de las Tortugas, las Ranas Punk (Napoleón, Genghis, Attila y Rasputín) y luego fue tras ellos. Luego cazó a las Tortugas en su propio territorio en la alcantarilla. Mientras busca a las Tortugas, también se encuentra con el Rey Rata (a quien describe, en un acento Cajún, como "unos pocos camarones por debajo de un bote lleno") y lo tira al suelo antes de que intentara luchar contra las Tortugas.
Más tarde, se asoció con el Rey Rata, después de que fracasaran sus intentos de matarse entre sí, para eliminar a las Tortugas.
En un episodio llamado "Night of the Rogues", Shredder lo contrató a él y al Rey Rata, junto con Slash, Tempestra, Antrax, Scumbug y Chrome Dome, para ayudarlo a él y a Krang a destruir a las Tortugas. Leatherhead no regresa en las temporadas de "Red Sky", que tenía un tono más serio, y se puede suponer que Leatherhead regresó a los pantanos y sigue prófugo.
Su ropa general es un chaleco cargo amarillo, botas de goma azules (pantalones de goma que se colocan sobre las botas y los pantalones normales, sostenidos por correas sobre los hombros) y un sombrero rosa destartalado; habla con acento cajún. Suele llevar trampas para osos y grandes cangrejos de río en su persona. Se le representa como un superviviente y rastreador. El creador original, Ryan Brown, volvió y rediseñó su personaje Leatherhead para esta encarnación particular de las Tortugas Ninja.
Leatherhead fue originalmente expresado por Jim Cummings quien también, casualmente, pasó a expresar más personajes de Brown, como Dakota Dude y Saddlesore Scorpion de la serie Los vaqueros de Moo Mesa. Peter Renaday lo expresó en el episodio "Night of the Rogues".

## Archie Comics
En Archie TMNT Adventures Comics, Leatherhead comienza como un humano pobre llamado Jess Harley que vivía en los pantanos de Florida y se transformó en un caimán mutante cuando la "bruja" Mary Bones (en realidad, el antiguo señor de la guerra Cherubae de Dimension X disfrazado) usó el Turnstone en él. Al principio, Shredder atrae a Leatherhead para que trabaje con él, hasta que Leatherhead descubre que Shredder es un villano. Leatherhead luego se convierte en un héroe de la lucha libre en Stump Asteroid y luego en miembro de los Poderosos Mutanimales. Él y los otros miembros de ese grupo fueron asesinados antes del final de la carrera de Archie Comics con los personajes de las Tortugas.
Ryan Brown, en apariciones en convenciones, ha declarado que su personaje Jess Harley es un homenaje a su actor favorito, Lance Henriksen, y lleva el nombre de dos personajes de sus películas favoritas, Jesse Hucker en Near Dark y Ed Harley de Pumpkinhead. Henriksen luego pasaría a expresar el Triceraton Zog en la serie animada de 2012.

## Serie animada de 2003
En la serie de 2003, Leatherhead se muestra como un amigo de las Tortugas Ninja y, a menudo, se lo conoce como "LH". Tiene la voz de Frederick B. Owens en las temporadas 2 y 3 y de Gary K. Lewis en las temporadas 4 y 7.
Regresando a sus comienzos originales en blanco y negro en el sexto número del cómic Tales of the Teenage Mutant Ninja Turtles de Mirage Studios de 1987, Leatherhead era originalmente una mascota exótica que fue arrojada a la alcantarilla, y de alguna manera terminó en una base de Utrom. Después de estar expuesto al mismo mutágeno que eventualmente cambiaría a las Tortugas, Leatherhead se convirtió en un enorme cocodrilo humanoide. Con una inteligencia similar a la de Donatello, vivía con los Utrom, a quienes consideraba su familia. Accidentalmente se quedó atrás durante el ataque de Shredder, lo que obligó a los Utrom a huir de la Tierra. En su desesperación por volver con su familia, se hizo amigo de Baxter Stockman y lo ayudó a crear un nuevo cuerpo, mientras trabajaba en un dispositivo transmat para que pudiera volver a unirse a los Utrom. Leatherhead finalmente conoció y se hizo amigo de Michelangelo, quien lo encontró viviendo en la antigua guarida de las Tortugas. Después de una batalla entre las Tortugas y Stockman, Leatherhead se enteró de que Stockman trabajaba para Shredder y lo atacó. La batalla resultante provocó un derrumbe y, a pesar de las súplicas de Michelangelo para que los siguiera, Leatherhead aparentemente dio su vida por sus nuevos amigos.
Leatherhead reapareció más tarde, sobreviviendo gracias a su piel dura, como prisionero y objeto de experimentación en el laboratorio del Agente Bishop. Después de ser liberado por las Tortugas, ayudó a sus viejos amigos a escapar y durante un tiempo vivió en la guarida de las Tortugas. Sin embargo, las iras animales de Leatherhead, que ya eran peligrosas, se hicieron aún más por la experimentación de Bishop. Una noche, Leatherhead tiene una pesadilla en la que es atacado por versiones monstruosas de las Tortugas y sus enemigos, lo que hace que se despierte con una ira animal ciega y ataque a Miguel Ángel, que estaba tratando de despertarlo. Creyendo que había matado a su amigo, Leatherhead huye.
Dejando a las Tortugas, Leatherhead deprimido se vio perseguido por un cazador extremo, el Sr. Marlin, a través de las alcantarillas. Afortunadamente, fue salvado por sus amigos, quienes se negaron a darse por vencidos con él y estaban encantados de descubrir que Michelangelo estaba vivo y bien. Al final, eligió vivir lejos de sus amigos debido a su aflicción, viviendo en una cámara cercana (una estación de metro abandonada que se asemeja a la guarida de las Tortugas Ninja de la segunda y tercera película de TMNT) para estar siempre cerca, pero aún capaz de garantizar su seguridad.
Leatherhead apareció varias veces más para ayudar a las Tortugas, principalmente en sus batallas con Foot y el Agente Bishop. Incluso se unió a ellos para atacar la plataforma de lanzamiento secreta de Shredder y atacó al enemigo de su familia con una furia inigualable. Sin embargo, el secuaz de Shredder, Hun, se interpuso en el camino y los dos cayeron al silo. Ambos sobrevivieron y Leatherhead regresó a su guarida. Más tarde se revela que ayudó a Donatello a crear el equipo Monster Hunter utilizado por las Tortugas Ninja contra las criaturas mutantes de Bishop. También se muestra que formó una profunda amistad con Don y se entristece profundamente cuando su amigo está mutado y no puede curarlo.
Leatherhead trabajó junto con las otras tortugas para capturar a Donatello. Poco después, los ayudó a penetrar en el cuartel general de Bishop en el Área 51. Allí, se vio obligado a luchar contra el Donatello mutado. Al recordar el trauma que había sufrido, estuvo tentado de vengarse de Bishop, pero logró controlar su ira con la ayuda de sus amigos. Luego pasó a demostrar su brillantez utilizando los recursos de Bishop para idear una cura para el brote de Bishop, a pesar de su rencor personal contra el hombre.
Leatherhead aparece en el episodio de la temporada 7 "Wedding Bells and Bytes" como invitado en la boda de Casey y April en la granja de la abuela de Casey. Le comenta a Ángel que siempre llora en las bodas. Durante el ataque de los Pies, ayuda a salvar a los otros invitados cuando el granero se derrumba y luego ayuda a luchar contra los Pies.

## Serie animada de 2012
Leatherhead aparece en la serie de televisión Teenage Mutant Ninja Turtles de 2012, con la voz de Peter Lurie y nuevamente un aliado de las Tortugas.
En la serie, Leatherhead era un caimán bebé que era propiedad de un niño amable, hasta que los crueles padres del niño lo encontraron y lo tiraron por el inodoro a la alcantarilla. Fue descubierto allí por los Kraang, llevado a su dimensión, mutado y experimentado. Después de sufrir una tortura larga y brutal, Leatherhead escapó a través del portal que conectaba la Tierra con la Dimensión X con una pieza de la celda de energía Kraang. Leatherhead se instaló en las alcantarillas, lidiando con su temperamento violento y protegiendo la celda de energía a toda costa. Pronto se encuentra con las Tortugas, se hace amigo de Michelangelo, pero después de luchar varias veces junto a sus nuevos amigos contra los Kraang, se sacrifica para derrotar a los Kraang y es enviado a la Dimensión X. Durante su ausencia, Sir Malachi conjura una ilusión de Leatherhead durante "Laberintos y mutantes", interpretado como el típico dragón de cuento de hadas para que las Tortugas lo derroten.
Aunque solo pasa un año en la Tierra, pasan varias décadas en Dimension X, y Leatherhead regresa en "Into Dimension X" considerablemente más gris, más delgado y más viejo. Las Tortugas entran en la Dimensión X y están encantados de reunirse con su viejo amigo. Juntos, bloquean la próxima invasión Kraang de Nueva York, y aunque Leatherhead una vez más intenta sacrificarse para salvar a las Tortugas, Mikey puede traerlo de regreso a la Tierra. Aunque la invasión de Kraang se detuvo durante muchos años en la Dimensión X, sin embargo, invaden la Tierra en los próximos días. Leatherhead acudió personalmente en ayuda de Splinter contra Shredder, golpeándolo violentamente con sus poderosas mandíbulas. Sin embargo, Shredder golpeó los puntos de presión de Leatherhead para someter el poder superior de Leatherhead y lo arrojó a las alcantarillas.
Media temporada después, Leatherhead regresa como el segundo al mando de los Poderosos Mutanimales, un heterogéneo grupo de mutantes formado por Slash que han estado luchando contra la invasión Kraang desde la toma de Nueva York. Leatherhead está encantado de reunirse con sus amigos, especialmente con Miguel Ángel, y participa en la batalla para expulsar a los Kraang de Nueva York. En "Clash of the Mutanimals", Leatherhead y Pigeon Pete trabajan para liberar a sus camaradas con lavado de cerebro Raphael, Slash y Rockwell cuando Shredder los usa como sujetos de prueba para un suero de control mental. Leatherhead tuvo una segunda oportunidad de luchar contra Shredder, pero el poder combinado de las cuatro Tortugas y los cuatro Mutanimals solo fue suficiente para luchar contra Shredder y empatar. En el final de la tercera temporada "Annihilation: Earth", Leatherhead casi ataca a Bishop, un Kraang desertor, y no llega a confiar en él hasta que trabajan juntos para acabar con el Technodrome. Leatherhead participa en la batalla contra el Imperio Triceraton, pero los héroes no pueden salvar el planeta, y Leatherhead es visto por última vez tratando de tomar la mano de Rockwell, ya que todos son absorbidos por un agujero negro hasta la muerte. La muerte de Leatherhead se deshace gracias a los esfuerzos de las Tortugas y el profesor Zayton Honeycutt, quienes retroceden en el tiempo y finalmente evitan la destrucción de la Tierra y la muerte de Leatherhead.
Cuando Shredder se transformó en Super Shredder, Leatherhead luchó ferozmente contra él una vez más, y luego participó en el enfrentamiento contra el Clan del Pie que regresó. Leatherhead mató personalmente a Rahzar agarrándolo por la mandíbula y arrastrándolo hasta el fondo de un río, ahogándolo. Cuando Splinter cayó en la batalla contra Shredder, Leatherhead y los otros Mutanimals asistieron a su funeral en el final de la cuarta temporada "Owari". Leatherhead y Karai fueron convocados más tarde por Mikey para ayudar a combatir el apocalipsis de Kavaxas en "End Times", y Leatherhead tuvo la oportunidad de despedirse del espíritu del difunto Splinter una vez que Kavaxas había sido derrotado.
En The Big Blowout, Leatherhead y los otros Mutanimales se unen a las Tortugas, sus contrapartes de 1987, April, Casey, Karai y Shinigami para derrotar a Bebop y Rocksteady, quienes son reclutados por Krang y Shredder de 1987.

## Película animada de 2023
La versión femenina de Leatherhead aparecerá en la próxima película animada por computadora de 2023 Teenage Mutant Ninja Turtles: Mutant Mayhem, con la voz de Rose Byrne. En esta película, Leatherhead actúa como miembro del ejército mutante de Superfly. La descripción del juguete de Leatherhead también se refiere al personaje que usa el singular ellos, lo que sugiere que esta encarnación del personaje no es binaria.

## Apariciones en videojuegos
Leatherhead hizo una aparición en Teenage Mutant Ninja Turtles III: The Manhattan Project como jefe en el nivel de alcantarillado; su apariencia es la de su figura de acción. También aparece en las versiones arcade y SNES de Teenage Mutant Ninja Turtles: Turtles in Time, como el jefe en el nivel del tren; en la nueva versión de Xbox Live Arcade, con la voz de Michael Sinterniklaas. También aparece como el primer jefe en Teenage Mutant Ninja Turtles: The Hyperstone Heist. En estas apariciones, su apariencia es la de su homólogo de dibujos animados de la serie animada original.
Leatherhead también apareció como jefe en Teenage Mutant Ninja Turtles 2: Battle Nexus, aunque la escena lo muestra como un aliado. Vemos el derrumbe causado por Stockman que hace que Leatherhead sea enterrado debajo de lo que queda de la antigua guarida de las Tortugas. También es el combatiente final en el Torneo abierto Monster.
En Teenage Mutant Ninja Turtles 3: Mutant Nightmare, Leatherhead se muestra en el fondo en una escena cerca del final del Episodio 1. No se explica por qué está en el espacio con las Tortugas, Casey y April. En realidad, esto se debe a que la escena fue tomada directamente de la caricatura, donde estuvo con ellos por un tiempo. Leatherhead aparece en la versión DS del juego como una pelea de jefes y en un nivel o dos donde forma equipo con las Tortugas Ninja.
Leatherhead también aparece como jefe en el juego 3DS de 2014 con la voz de André Sogliuzzo.
Leatherhead aparece como un jefe en el beat-'em-up Teenage Mutant Ninja Turtles: Shredder's Revenge de 2022 . Ayuda a Baxter Stockman, Tempestra, Shredder y Krang a transportar el cuerpo de Krang a las alcantarillas, antes de luchar contra las Tortugas. Es golpeado rápidamente, pero jura venganza.
Leatherhead aparece en Teenage Mutant Ninja Turtles: Splintered Fate de 2023. Actúa como el jefe de la primera área del juego, las Cloacas.